# Ponthieva collantesii
Ponthieva collantesii är en orkidéart som beskrevs av David Edward Bennett och Eric Alston Christenson. Ponthieva collantesii ingår i släktet Ponthieva och familjen orkidéer.
Artens utbredningsområde är Peru. Inga underarter finns listade i Catalogue of Life.